# فورد سكوربيو
فورد سكوربيو (بالإنجليزية: Ford Scorpio)‏ هي سيارة تنفيذية صنعتها شركة فورد الأوروبية منذ 1985 حتى عام 1998. جاءت تلك السيارة بعد فورد غرانادا (إلا أنها كانت تباع في المملكة المتحدة وأيرلندا تحت اسم غرانادا حتى عام 1994)
اختيرت فورد سكوربيو مثل السيارة التي سبقتها فورد غرانادا لتكون سيارة فاخرة. كما صنع منها طراز ميركور سكوربيو الذي كان يباع في أمريكا الشمالية خلال السنوات الأخيرة من الثمانينيات.

## من موديلات فورد سكوربيو

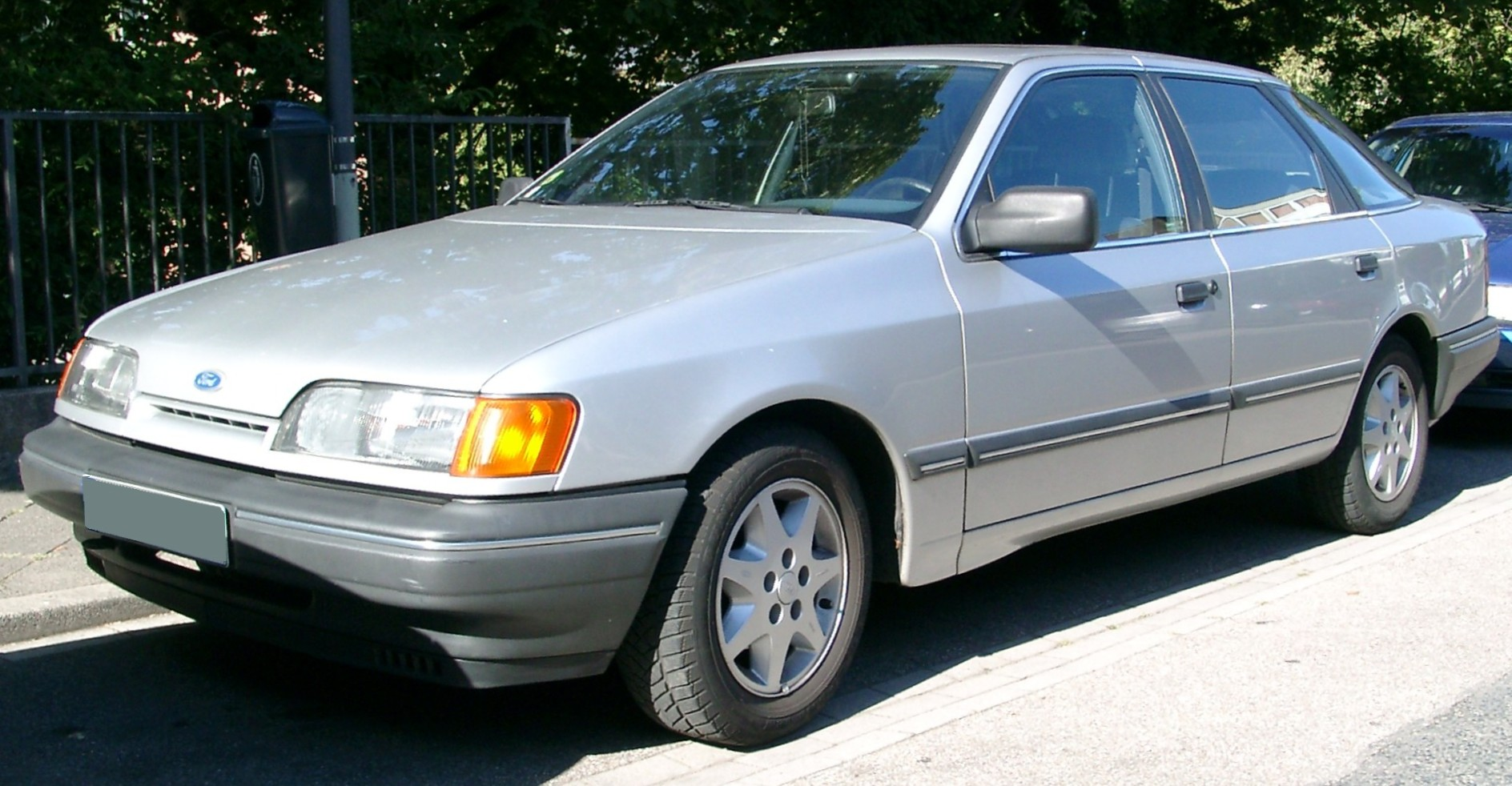
Ford Scorpio Mk I Hatchback (1985–1989)
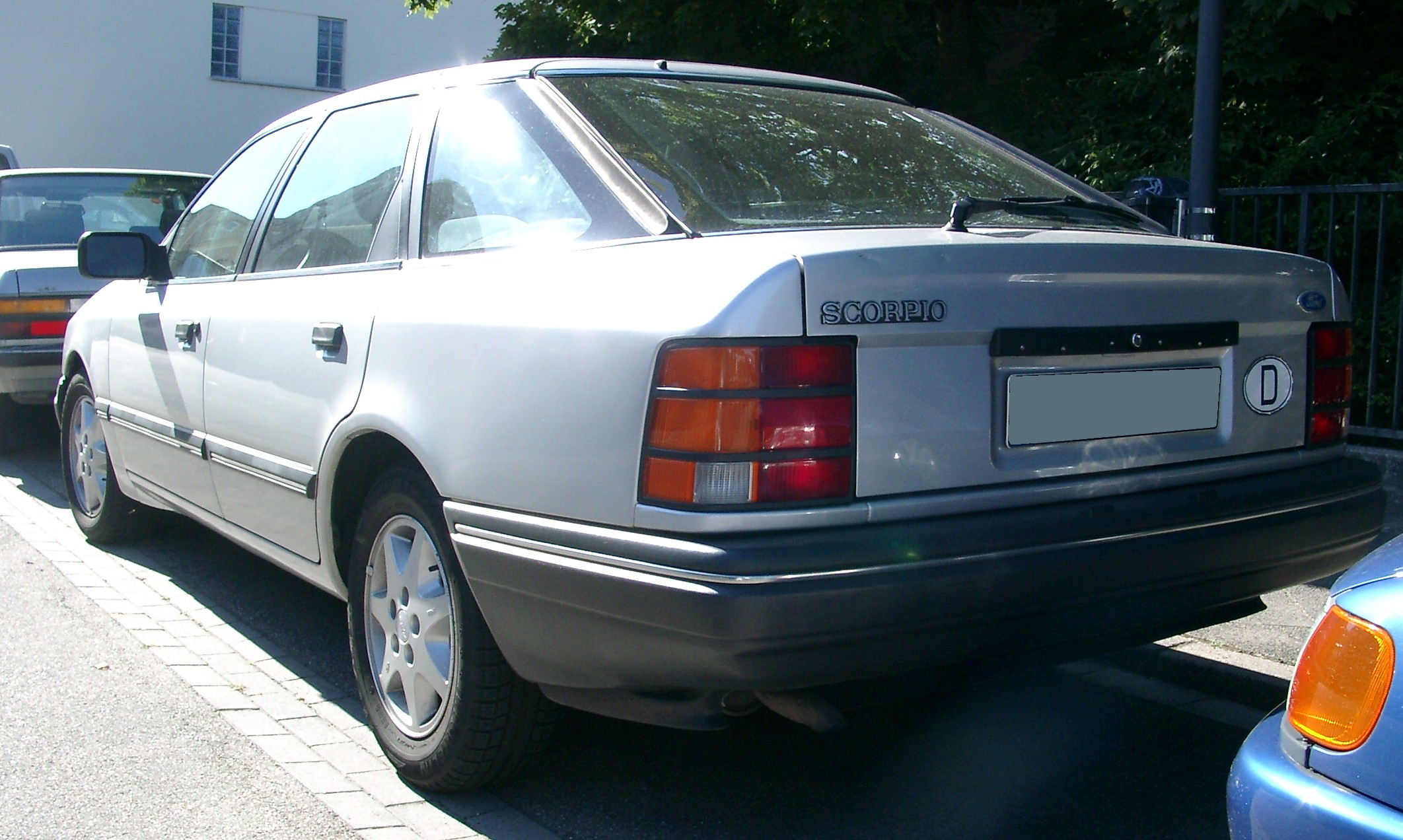
Ford Scorpio Mk I Hatchback (1985–1989)
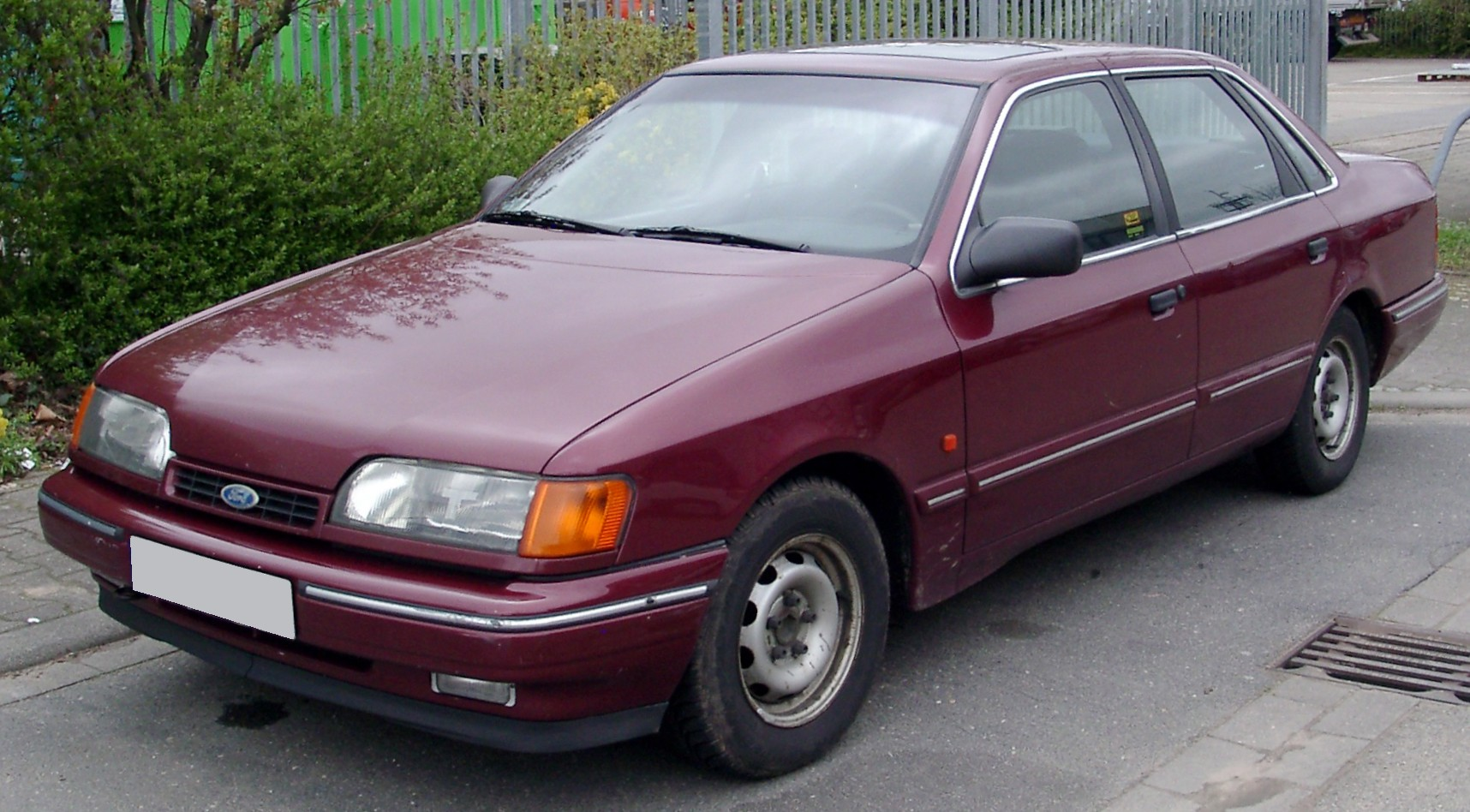
الجيل الأول
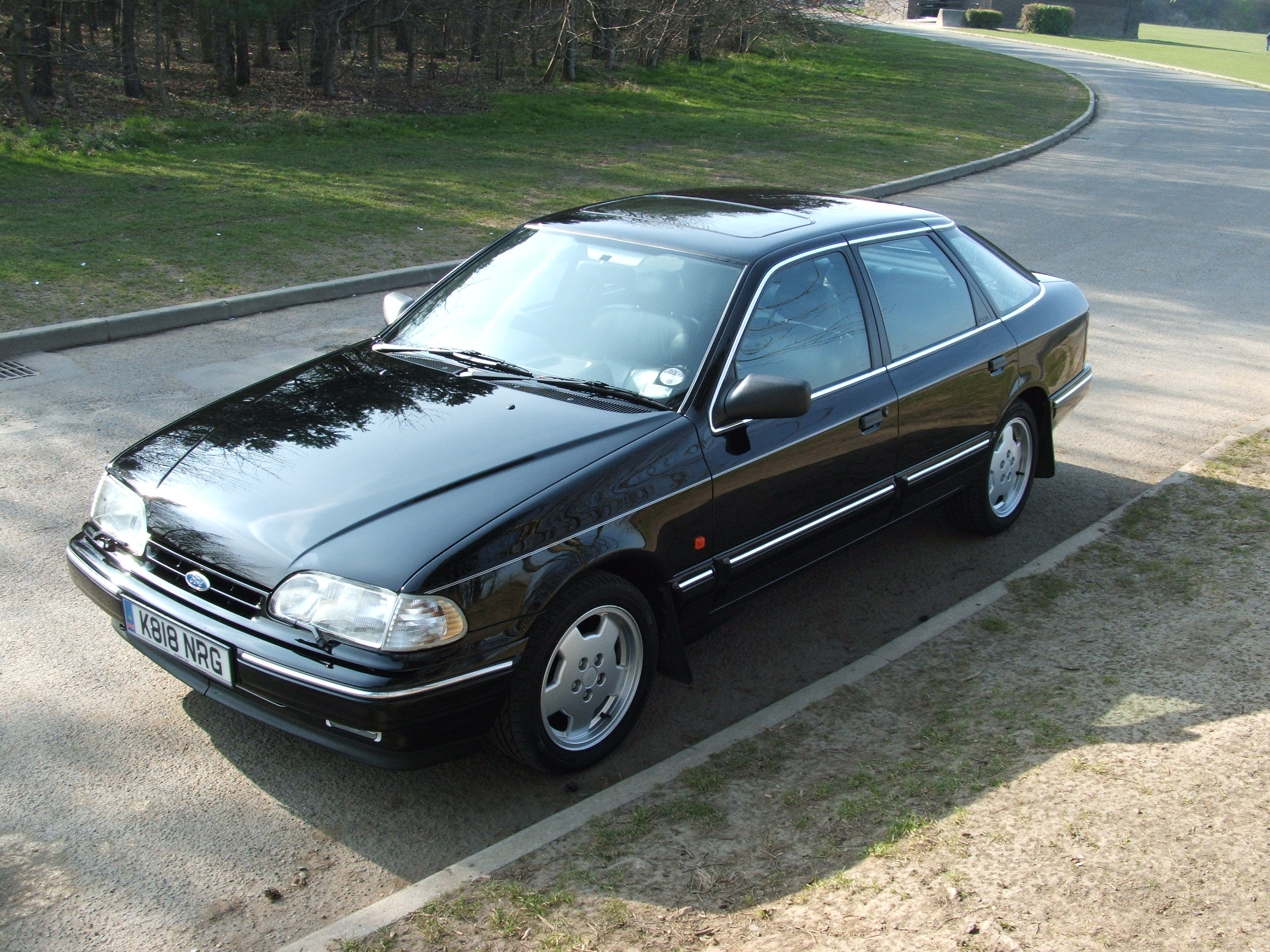
Facelifted Ford Scorpio Mk I Hatchback
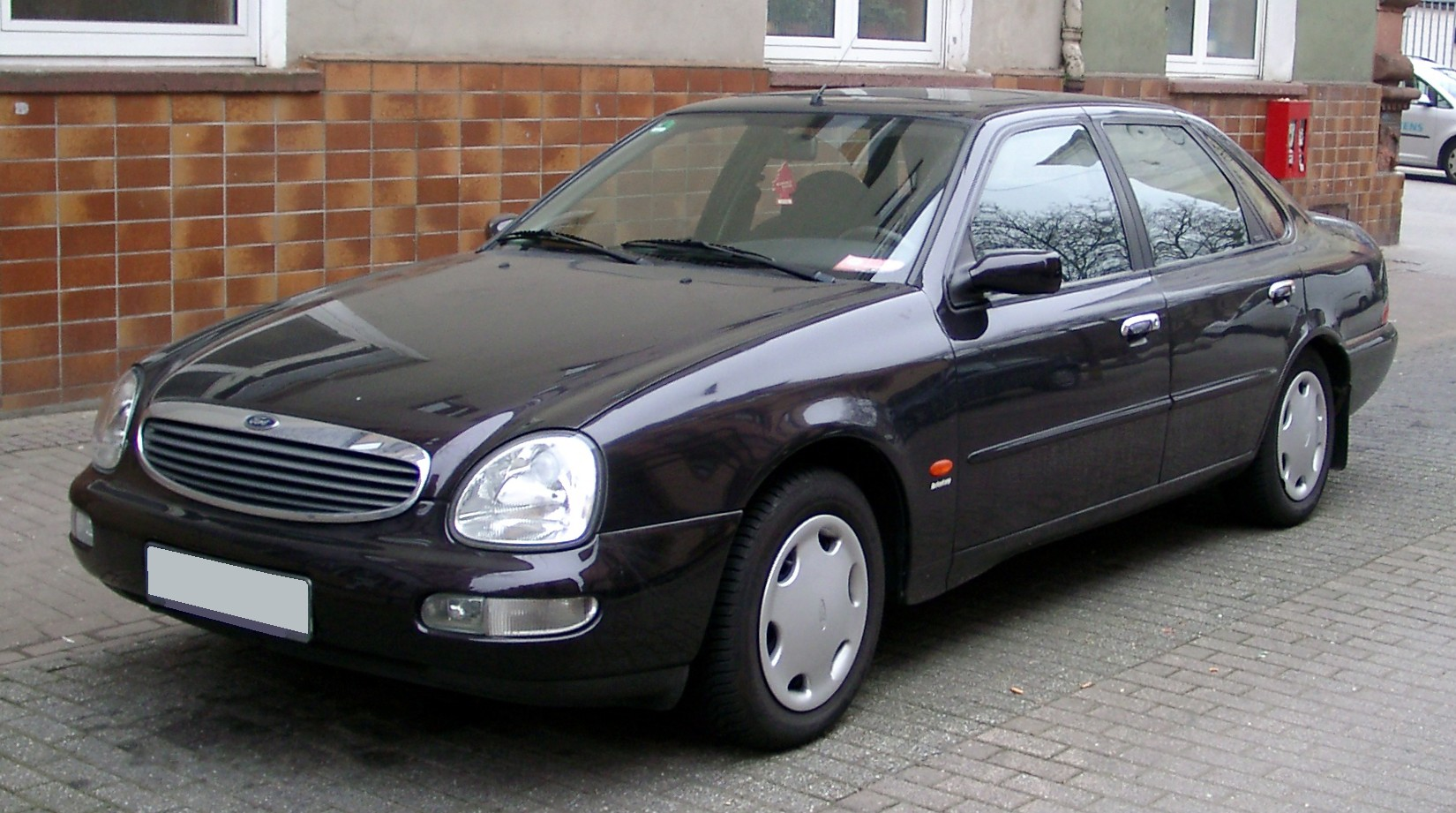
الجيل الثاني
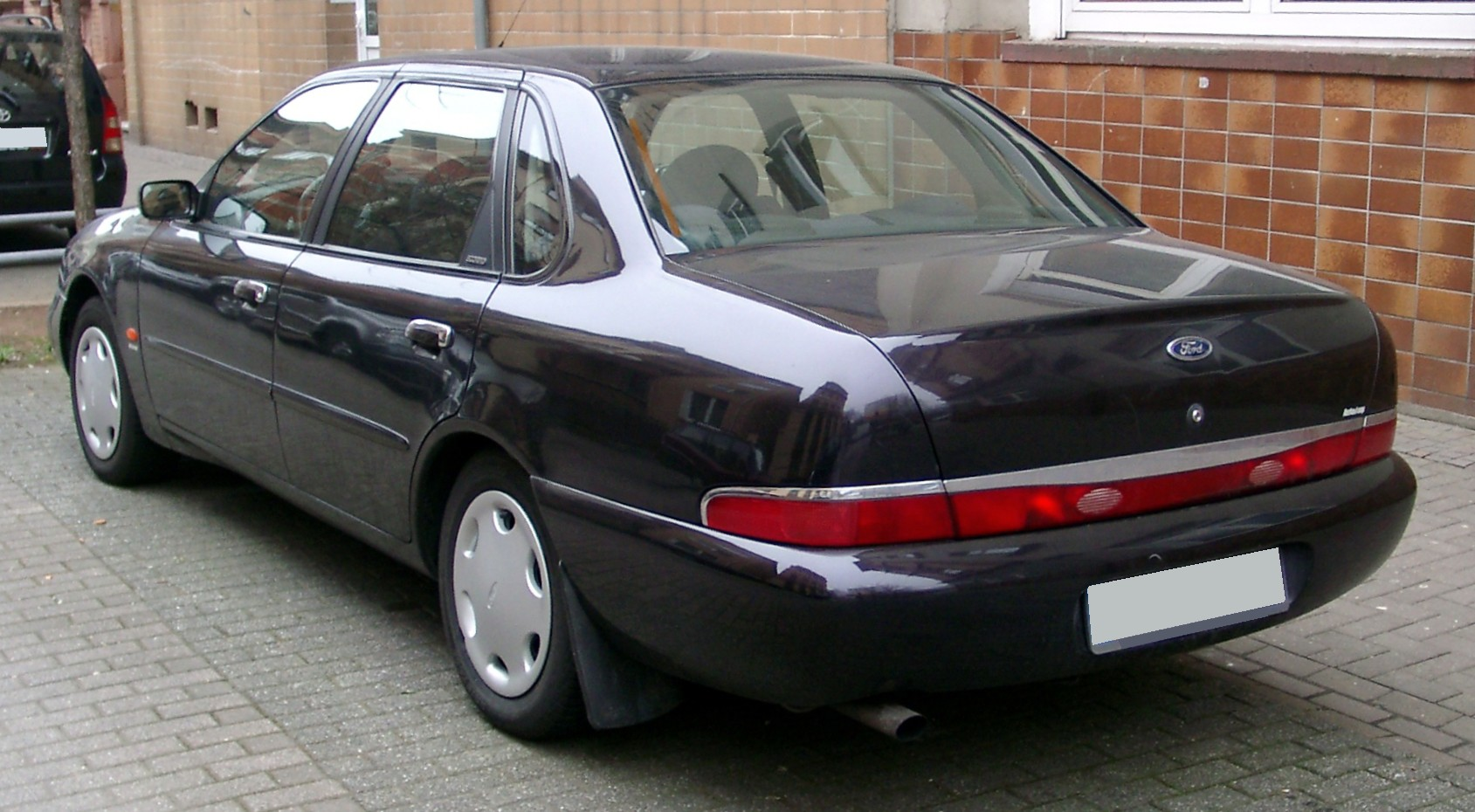
Ford Scorpio Mk II Saloon
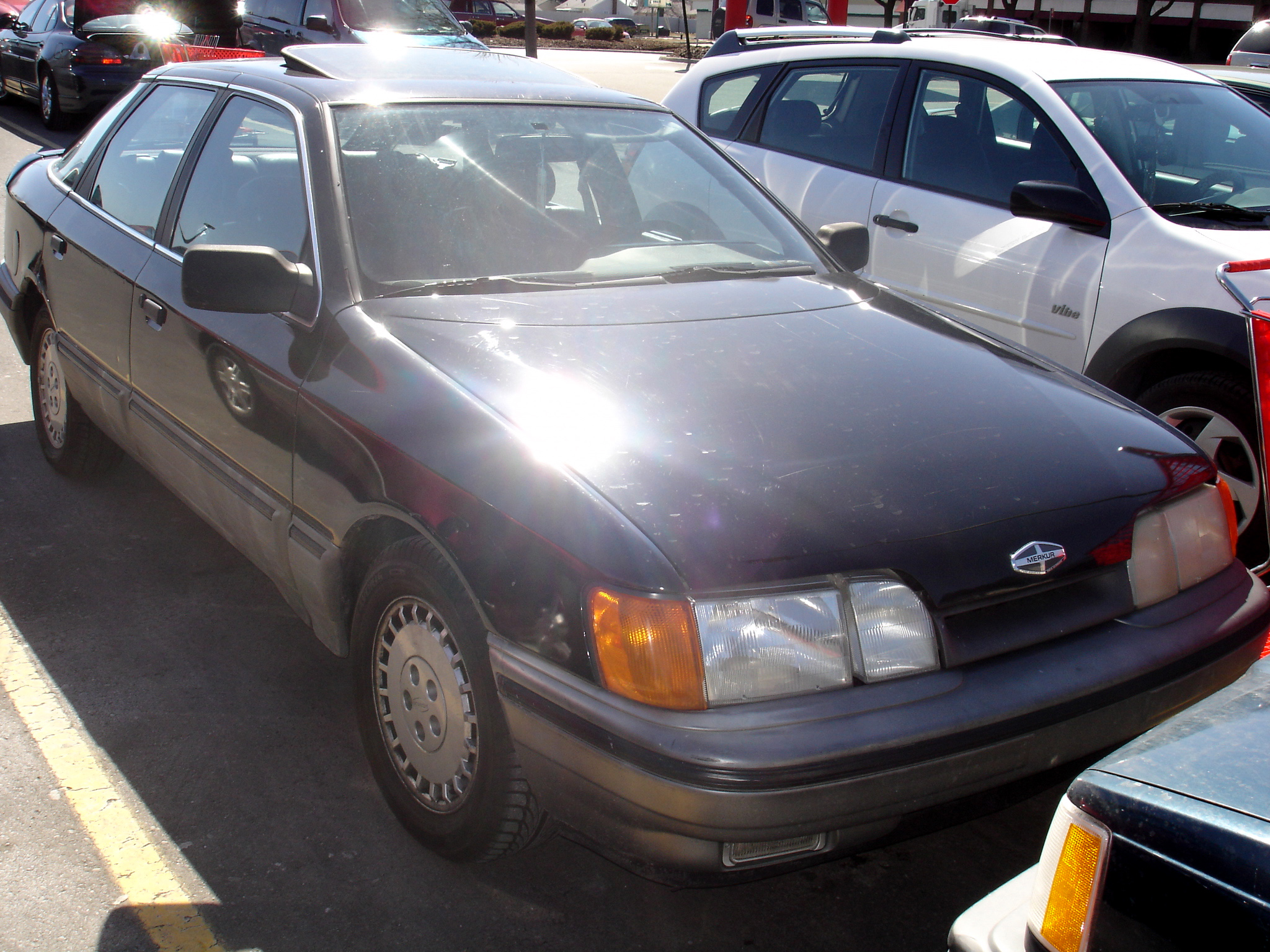
Merkur Scorpio

## اقرأ أيضا
- فورد غرانادا